# Acacia negrii
Acacia negrii é uma espécie de leguminosa do gênero Acacia, pertencente à família Fabaceae.